# Hermann Prey
Hermann Oskar Karl Bruno Prey (ur. 11 lipca 1929 w Berlinie, zm. 22 lipca 1998 w Krailling) – niemiecki śpiewak, baryton.

## Życiorys
Studiował w Hochschule für Musik w Berlinie u Günthera Bauma i Harry’ego Gottschalka. W 1951 roku dał swój pierwszy recital pieśniarski. W 1952 roku zdobył I nagrodę w konkursie wokalnym Hessischen Rundfunks we Frankfurcie nad Menem i debiutował na scenie operowej w Wiesbaden jako Moruccio w operze Niziny Eugena d’Alberta. W latach 1953–1960 występował w Staatsoper w Hamburgu. Gościnnie występował w Wiedniu (1956), Berlinie (1956) i Salzburgu (1959). Brał udział w prapremierowych przedstawieniach Pallas Athene weint Ernsta Křenka (1955) i Der Prinz von Homburg H.W. Henzego (1960). Od 1960 roku występował w Bayerische Staatsoper w Monachium, która w 1962 roku nadała mu tytuł Kammersänger. W 1960 roku wystąpił w nowojorskiej Metropolitan Opera jako Wolfram w Tannhäuserze Richarda Wagnera. Od 1973 roku związany był na stałe z Covent Garden Theatre w Londynie. Brał udział w festiwalu w Bayreuth w roli Wolframa w Tannhäuserze (1965–1967) i Beckmessera w Śpiewakach norymberskich (1981–1984, 1986). W 1989 roku wystąpił w Warszawie na koncercie zorganizowanym przez Leonarda Bernsteina z okazji 50. rocznicy wybuchu II wojny światowej.
Do jego popisowych ról operowych należały: Hrabia Almaviva w Weselu Figara, Papageno w Czarodziejskim flecie, Guglielmo w Così fan tutte, Figaro w Cyruliku sewilskim. Wykonywał też repertuar pieśniarski, w tym Schumanna, Schuberta i Brahmsa. Nagrał 27 płyt w serii „Hermann Prey Lied Edition”. Często występował w telewizji.
Otrzymał Bawarski Order Zasługi (1977), Wielki Krzyż Zasługi Orderu Zasługi Republiki Federalnej Niemiec (1981), Order Maksymiliana (1986) i Wielką Srebrną Odznakę Honorową za Zasługi dla Republiki Austrii (1998). Od 1982 roku wykładał w Wyższej Szkole Muzyki i Teatru w Hamburgu. Opublikował autobiografię pt. Premierenfieber (1981).